# Destruction (filme)
Destruction (bra: Destruição) é um filme de drama mudo americano de 1915 dirigido por Will S. Davis e estrelado por Theda Bara. Destruição é baseado no romance Travail ("Trabalho") de Émile Zola, de 1901.
Destruction foi lançado no Brasil com o título Destruição em 27 de Junho de 1919.

## Elenco
- Theda Bara como Fernade
- J. Herbert Frank como Dave Walker
- James A. Furey como John Froment
- Gaston Bell como John Froment II
- Warner Oland como Sr. Deleveau
- Esther Hoier como Josine Walker
- James Sheridan como irmão de Josine (como Mestre Tansey)
- Arthur Morrison como Lang
- Frank Evans como Mill Foreman
- Carleton Macy como Charles Froment

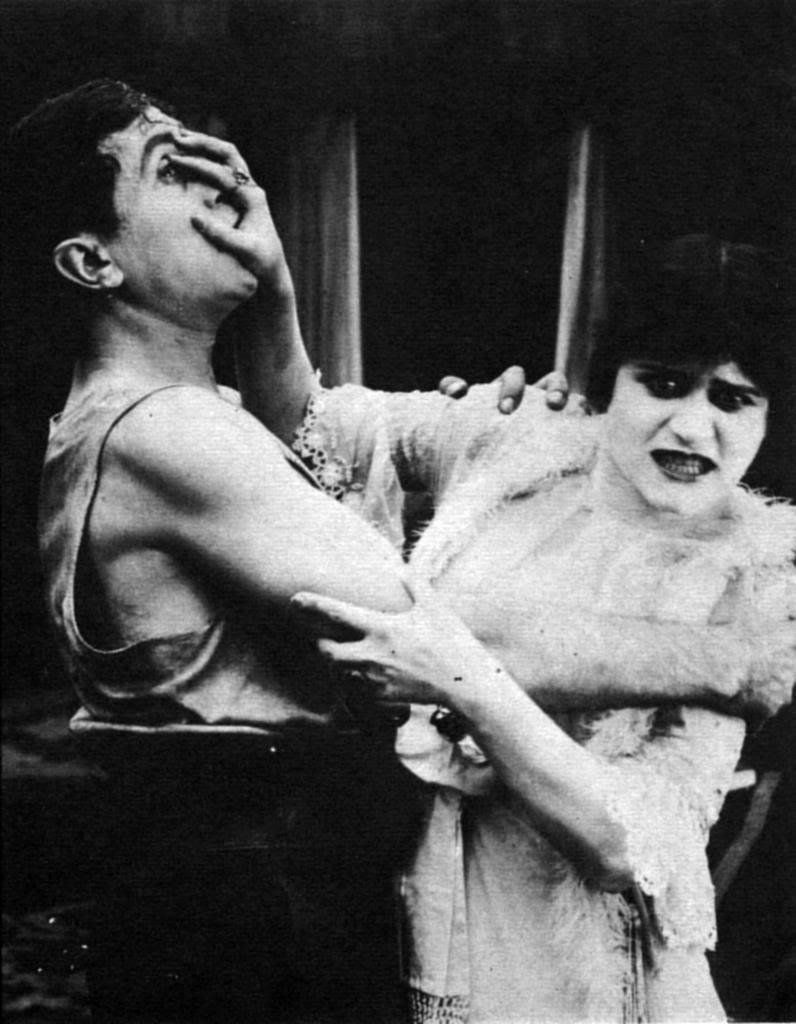
Theda Bara in Destruction

- Theda Bara in Destruction Johnnie Walker (como J. Walker)

## Status de preservação
O filme atualmente é considerado perdido.

## Ver também

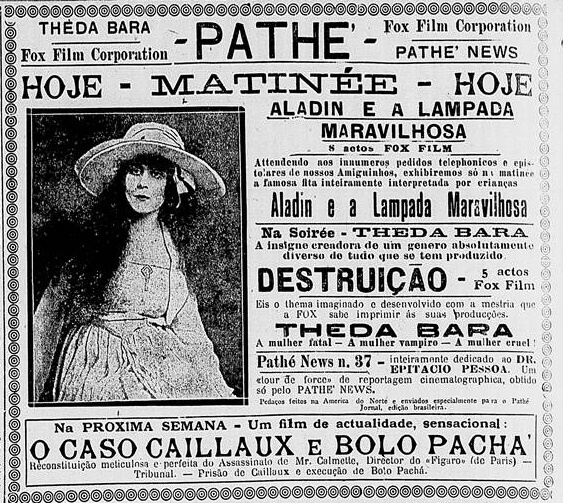
Propaganda do Filme Destruição (Destruction) na revista Correio da Manhã (RJ) no Brasil.